# Theo Onnes

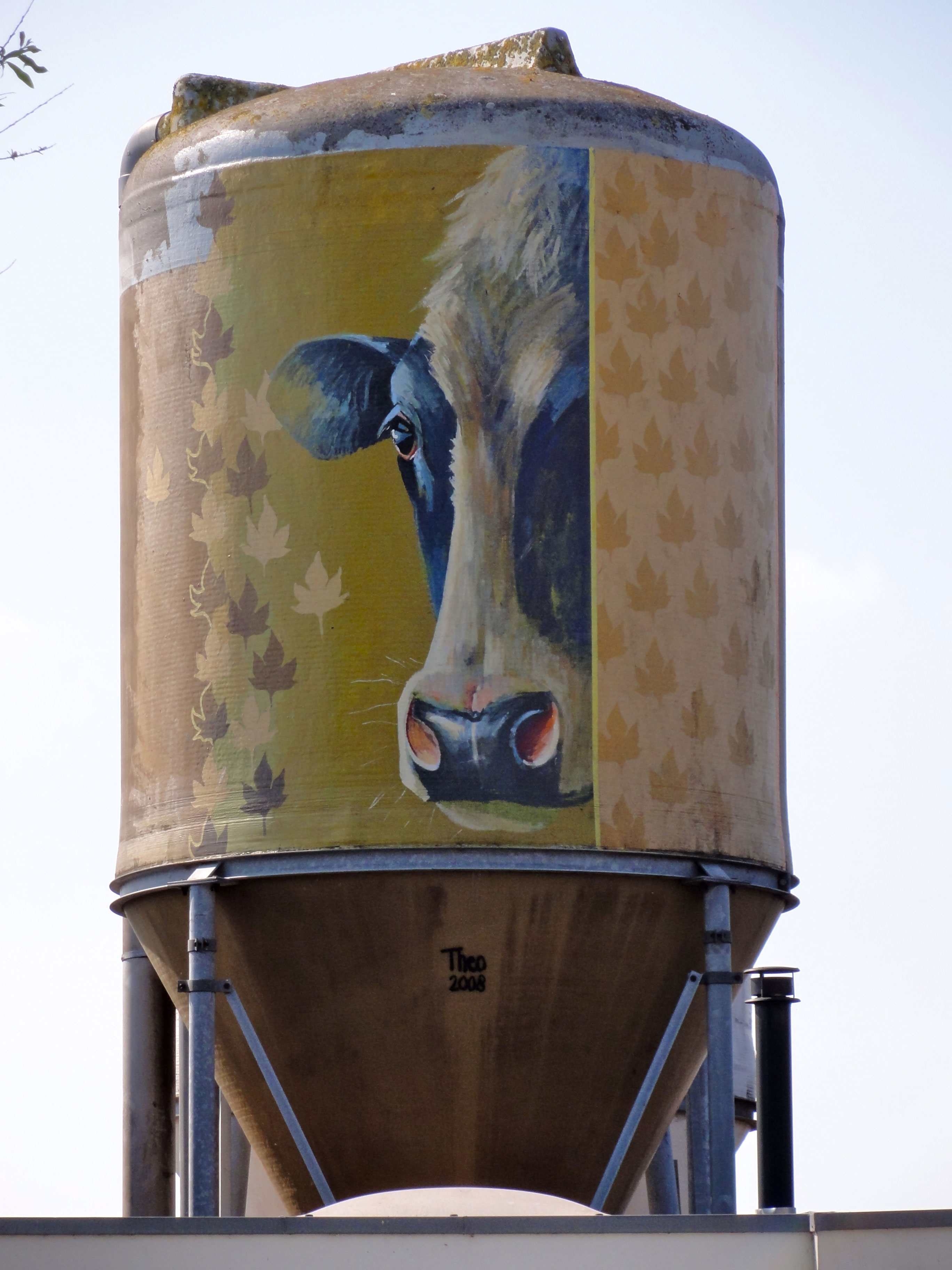
Een door Onnes beschilderde silo op Schiermonnikoog (2019)

Theo Onnes (1957) is een Nederlandse kunstschilder.

## Leven en werk
Onnes is een zoon van de kunstschilder Minne Onnes en een kleinzoon van de kunstschilder Klaas Onnes. Ook zijn zus Gerda schildert. Aanvankelijk koos hij voor een opleiding aan het conservatorium en switchte vervolgens naar een opleiding tot fotograaf. Uiteindelijk besloot hij in 1994 een opleiding te gaan volgen aan de Academie Minerva in Groningen, waar hij in 1999 afstudeerde. Hij vestigde zich als kunstschilder in Aduard. In 2006 verhuisde hij naar Eenrum, waar hij het voormalige raadhuis, een in 1930 in de stijl van de Amsterdamse school gebouwd pand, inrichtte als woonhuis en atelier. Tevens wordt deze ruimte door zijn echtgenote gebruikt als galerie. Onnes staat vooral bekend als schilder van koeien en geiten, maar schildert daarnaast ook mensen, landschappen en stadsgezichten. Zijn werk wordt regelmatig geëxposeerd op diverse plaatsen in Nederland.
In Schiermonnikoog beschilderde hij in 2009 voor het project Rondje kunst in de polder een aantal silo's (zie afbeelding) in de Banckspolder op Schiermonnikoog. Ook zijn vader en zijn zus leverden een aandeel aan dit project.
In 2025 verscheen Zichtbare verwondering, de kunst van Theo Onnes een monografie over het werk van Onnes, geschreven door Doeke Sijens en Jannes de Vries.